# Ampelisca miharaensis
Ampelisca miharaensis är en kräftdjursart. Ampelisca miharaensis ingår i släktet Ampelisca och familjen Ampeliscidae. Inga underarter finns listade i Catalogue of Life.